# Actinoleuca campbelli
Actinoleuca campbelli är en snäckart. Actinoleuca campbelli ingår i släktet Actinoleuca och familjen Lottiidae.

## Underarter
Arten delas in i följande underarter:
- A. c. campbelli
- A. c. bountyensis